# ソアン・パプディ

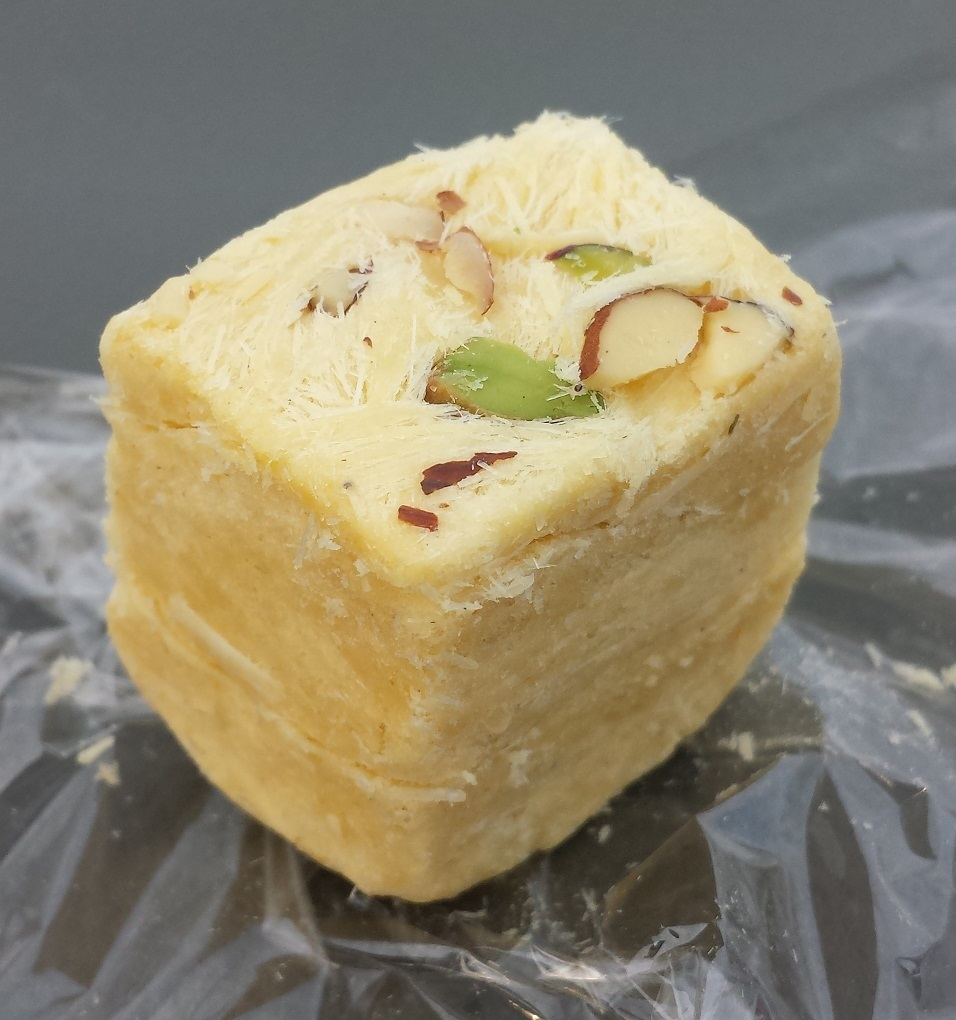
ソアン・パプディ

ソアン・パプディ（Soan Papdi）は、インドの菓子。インドでは日常的に食べるほか、祝い事等で提供される。似たような菓子にトルコのピシュマニエがある。

## 概要
ソアン・パプディは、溶かした砂糖を伸ばして層を重ねて作る飴菓子である。口当たりはサクサクしており、口の中では崩れて溶ける。

## 作り方
主な材料は砂糖、小麦粉、豆粉、牛乳、ギー、アーモンド、ピスタチオ、カルダモン。
砂糖を煮溶かした飴を鉄板に流し、柔らかい内にドーナッツ状に引き伸ばして折り畳む事を繰り返し繊維状の層を作っていく。途中に乳脂肪や粉類を混ぜ、全てが固まりきる前にナッツ類を載せる。食べやすいキューブ状に切り分ければ完成。
飴を引き伸ばす作業は複数人で行われ、飴が固まるにつれかなりの力仕事になる。